# Pescara Calcio 1987-1988
Questa voce raccoglie le informazioni riguardanti il Pescara Calcio nelle competizioni ufficiali della stagione 1987-1988.

## Stagione
Nella stagione 1987-1988 dopo la promozione nella massima serie, rilevato in estate dall'imprenditore Pietro Scibilia, il Pescara ha attuato una campagna acquisti che ha visto arrivare due stranieri, i centrocampisti Blaž Slišković croato preso dal Marsiglia, miglior marcatore stagionale degli abruzzesi con 13 reti ed il brasiliano Júnior arrivato dal Torino, autore di 11 centri in stagione, nonché l'attaccante Nicola Zanone per sostituire il partente Stefano Rebonato.
In campionato la squadra ha oscillato nelle posizioni di classifica medio-bassa ottenendo, al termine della stagione, la prima salvezza della sua storia, favorita anche dalla riduzione a due del lotto delle squadre retrocesse e dalla penalizzazione dell'Empoli partito con un fardello di 5 punti di penalità.
In Coppa Italia la squadra è arrivata agli ottavi di finale: dopo aver concluso imbattuta il sesto girone eliminatorio (vinto grazie alla miglior differenza reti con la Roma), il Pescara si è trovato ad affrontare la Juventus che ha ottenuto una doppia vittoria (0-1) a Pescara e (6-2) a Torino. Nei gironi di qualificazione della Coppa Italia per quest'anno si assegnano 3 punti per la vittoria, ed in caso di pareggio si ricorre ai calci di rigore, chi vince intasca 2 punti, chi perde si prende 1 punto. In caso di differenza reti, passa la migliore, senza contare i tiri dal dischetto extra, nelle partite pareggiate.

## Divise e sponsor

Una formazione pescarese in campo con la seconda divisa rossa

Viene introdotta una nuova divisa da trasferta (interamente di colore rosso), che si affianca alla tradizionale divisa bianca con due strisce azzurre. Sponsor tecnico e ufficiale (N2 e Cassa di Risparmio Pescara) sono confermati.
| Casa | Trasferta |  |

## Organigramma societario
Area direttiva
- Presidente: Pietro Scibilia
- General manager: Franco Manni

Area organizzativa
- Segretaria: Anna Maria Melchiorre

Area tecnica
- Direttore sportivo: Enrico Alberti
- Allenatore: Giovanni Galeone

## Rosa

Rocco Pagano in azione palla al piede, inseguito dal cesenate Sanguin nella vittoriosa sfida casalinga del 4 ottobre 1987.

| N. |                       | Ruolo | Calciatore         |
| -- | --------------------- | ----- | ------------------ |
|    | Italia (bandiera)     | P     | Giuseppe Gatta     |
|    | Italia (bandiera)     | P     | Giuseppe Zinetti   |
|    | Italia (bandiera)     | P     | Vincenzo Minguzzi  |
|    | Italia (bandiera)     | P     | Loris Marcello     |
|    | Italia (bandiera)     | D     | Giorgio Benini     |
|    | Italia (bandiera)     | D     | Giacomo Dicara     |
|    | Italia (bandiera)     | D     | Cristiano Bergodi  |
|    | Italia (bandiera)     | D     | Andrea Camplone    |
|    | Italia (bandiera)     | D     | Luigi Ciarlantini  |
|    | Italia (bandiera)     | C     | Franco Marchegiani |
|    | Italia (bandiera)     | C     | Primo Berlinghieri |
|    | Jugoslavia (bandiera) | C     | Blaž Slišković     |

| N. |                    | Ruolo | Calciatore           |
| -- | ------------------ | ----- | -------------------- |
|    | Italia (bandiera)  | C     | Livio Danese         |
|    | Brasile (bandiera) | C     | Júnior (capitano)    |
|    | Italia (bandiera)  | C     | Rocco Pagano         |
|    | Italia (bandiera)  | C     | Stefano Ferretti     |
|    | Italia (bandiera)  | C     | Gian Piero Gasperini |
|    | Italia (bandiera)  | C     | Onofrio Loseto       |
|    | Italia (bandiera)  | C     | Felice Mancini       |
|    | Italia (bandiera)  | C     | Romano Galvani       |
|    | Italia (bandiera)  | A     | Nicola Zanone        |
|    | Italia (bandiera)  | A     | Luca Romano          |
|    | Italia (bandiera)  | A     | Gianluca Gaudenzi    |

## Risultati

### Serie A

#### Girone di andata
| Arbitro: | Sguizzato (Verona) |

|  |           |                           |
|  | Marcatori | 40’ Galvani 57’ Slišković |

| Arbitro: | Frigerio (Milano) |

|                                 |           |           |
| Júnior 10’ Gasperini 83’ (rig.) | Marcatori | 45’ Dunga |

| Arbitro: | Lo Bello (Siracusa) |

|                          |           |            |
| Rush 44’, 59’ Favero 75’ | Marcatori | 81’ Júnior |

| Arbitro: | Fabricatore (Roma) |

|                  |           |  |
| Jozić 89’ (aut.) | Marcatori |  |

| Arbitro: | Paparesta (Bari) |

|                                                                                    |           |  |
| Bagni 23’ Romano 29’ Careca 45’ Maradona 54’ (rig.) Giordano 75’ Benini 83’ (aut.) | Marcatori |  |

| Pescara 25 ottobre 1987 6ª giornata | Pescara          | 0 – 0 referto | Sampdoria | Stadio Adriatico (26968 spett.)\| Arbitro: \| Casarin (Milano) \| |
| Arbitro:                            | Casarin (Milano) |               |           |                                                                   |

| Arbitro: | Longhi (Roma) |

|                                                  |           |  |
| Hysén 20’ D. Pellegrini 23’ Díaz 45’ Carobbi 71’ | Marcatori |  |

| Arbitro: | Pairetto (Torino) |

|  |           |                           |
|  | Marcatori | 28’ Virdis 86’ Bortolazzi |

| Arbitro: | Lombardo (Marsala) |

|                        |           |  |
| Pacione 18’ Elkjær 78’ | Marcatori |  |

| Arbitro: | Nicchi (Arezzo) |

|                           |           |                        |
| Slišković 45’ (rig.), 57’ | Marcatori | 12’ Polster 65’ Gritti |

| Arbitro: | Luci (Firenze) |

|                             |           |  |
| Slišković 20’ Gasperini 71’ | Marcatori |  |

| Arbitro: | Frigerio (Milano) |

|                                                                  |           |               |
| M. Agostini 6’, 55’ Galvani 24’ (aut.) Giannini 53’ Policano 89’ | Marcatori | 80’ Slišković |

| Arbitro: | Pezzella (Frattamaggiore) |

|                                 |           |  |
| Albiero 40’ (aut.) Gaudenzi 61’ | Marcatori |  |

| Arbitro: | Amendolia (Messina) |

|                                 |           |               |
| Benetti 83’ W.J. Casagrande 88’ | Marcatori | 39’ Slišković |

| Pescara 17 gennaio 1988 15ª giornata | Pescara            | 0 – 0 referto | Empoli | Stadio Adriatico (19437 spett.)\| Arbitro: \| Lombardo (Marsala) \| |
| Arbitro:                             | Lombardo (Marsala) |               |        |                                                                     |

#### Girone di ritorno
| Arbitro: | Pezzella (Frattamaggiore) |

|               |           |                |
| Slišković 34’ | Marcatori | 39’ Passarella |

| Arbitro: | Lo Bello (Siracusa) |

|                     |           |  |
| Piovanelli 41’, 76’ | Marcatori |  |

| Arbitro: | Baldas (Trieste) |

|                       |           |  |
| Júnior 54’ Pagano 81’ | Marcatori |  |

| Arbitro: | Coppetelli (Roma) |

|  |           |            |
|  | Marcatori | 55’ Pagano |

| Arbitro: | Pairetto (Torino) |

|  |           |              |
|  | Marcatori | 38’ Giordano |

| Arbitro: | Felicani (Bologna) |

|                     |           |               |
| Cerezo 21’ Pari 70’ | Marcatori | 15’ Gasperini |

| Arbitro: | Pezzella (Frattamaggiore) |

|              |           |            |
| Gasperini 4’ | Marcatori | 88’ Baggio |

| Arbitro: | Baldas (Trieste) |

|                       |           |  |
| Massaro 2’ Gullit 47’ | Marcatori |  |

| Arbitro: | Luci (Firenze) |

|                                         |           |  |
| Gasperini 30’ (rig.), 58’ Slišković 37’ | Marcatori |  |

| Arbitro: | Frigerio (Milano) |

|                           |           |  |
| Berggreen 52’ Polster 62’ | Marcatori |  |

| Arbitro: | Lombardo (Marsala) |

|               |           |                  |
| Colantuono 7’ | Marcatori | 27’ Berlinghieri |

| Pescara 24 aprile 1988 27ª giornata | Pescara          | 0 – 0 referto | Roma | Stadio Adriatico (27815 spett.)\| Arbitro: \| Cornieti (Forlì) \| |
| Arbitro:                            | Cornieti (Forlì) |               |      |                                                                   |

| Arbitro: | Lanese (Messina) |

|                        |           |                  |
| Giunta 18’ Todesco 82’ | Marcatori | 60’ Berlinghieri |

| Pescara 8 maggio 1988 29ª giornata | Pescara          | 0 – 0 referto | Ascoli | Stadio Adriatico (19997 spett.)\| Arbitro: \| Casarin (Milano) \| |
| Arbitro:                           | Casarin (Milano) |               |        |                                                                   |

| Arbitro: | Quartuccio (Torre Annunziata) |

|                                              |           |                                  |
| Incocciati 11’ Ekström 33’ Cucchi 36’ (rig.) | Marcatori | 75’ (rig.) Gasperini 85’ Galvani |

### Coppa Italia

#### Primo turno
| Arbitro: | Paparesta (Bari) |

|                                                          |           |                     |
| Júnior 7’, 68’ Sliskovic 47’ Gaudenzi 57’ F. Mancini 90’ | Marcatori | 87’ (rig.) Briaschi |

| Arbitro: | Acri (Novi Ligure) |

|              |           |                                                    |
| Pauselli 85’ | Marcatori | 15’ Júnior 53’ Gasperini 74’ (rig.), 89’ Sliskovic |

| Pescara 30 agosto 1987 3ª giornata | Pescara              | 0 – 0                                        | Roma |  |
| \| \| \| \| \| Júnior Sliskovic Berlinghieri O. Loseto Pagano \| Tiri di rigore 3 – 4 \| Giannini Righetti Gerolin M. Agostini Völler \| |                      |                                              |      |  |
| |                      |                                              |      |  |
| Júnior Sliskovic Berlinghieri O. Loseto Pagano                                                                                           | Tiri di rigore 3 – 4 | Giannini Righetti Gerolin M. Agostini Völler |      |  |

| Arbitro: | Nicchi (Arezzo) |

|  |           |                   |
|  | Marcatori | 65’ Nicola Zanone |

| Arbitro: | Frigerio (Milano) |

|                                          |           |                        |
| Gaudenzi 19’ Gasperini 75’ Sliskovic 84’ | Marcatori | 40’ Scaglia 81’ Ispiro |

#### Ottavi di finale
| Arbitro: | Sguizzato (Verona) |

|          |           |  |
| Rush 74’ | Marcatori |  |

| Arbitro: | Magni (Bergamo) |

|                          |           |                                          |
| Júnior 39’ Sliskovic 88’ | Marcatori | 19’, 28’, 49’, 54’ Rush 23’, 75’ Laudrup |

## Statistiche

### Statistiche di squadra
| Competizione | Punti | In casa | In casa | In casa | In casa | In casa | In casa | In trasferta | In trasferta | In trasferta | In trasferta | In trasferta | In trasferta | Totale | Totale | Totale | Totale | Totale | Totale | DR  |
| Competizione | Punti | G       | V       | N       | P       | Gf      | Gs      | G            | V            | N            | P            | Gf           | Gs           | G      | V      | N      | P      | Gf     | Gs     | DR  |
| ------------ | ----- | ------- | ------- | ------- | ------- | ------- | ------- | ------------ | ------------ | ------------ | ------------ | ------------ | ------------ | ------ | ------ | ------ | ------ | ------ | ------ | --- |
| Serie A      | 24    | 15      | 6       | 7       | 2       | 16      | 8       | 15           | 2            | 1            | 12           | 11           | 36           | 30     | 8      | 8      | 14     | 27     | 44     | -17 |
| Coppa Italia | -     | 4       | 2       | 1       | 1       | 10      | 9       | 3            | 2            | 0            | 1            | 5            | 2            | 7      | 4      | 1      | 2      | 15     | 11     | +4  |
| Totale       | -     | 19      | 8       | 8       | 3       | 26      | 17      | 18           | 4            | 1            | 13           | 16           | 38           | 37     | 12     | 9      | 16     | 42     | 55     | -13 |

### Statistiche dei giocatori
F0nte:
Sono da considerare 2 autogol a favore dei Delfini
| Giocatore       | Serie A  | Serie A | Serie A     | Serie A    | Coppa Italia | Coppa Italia | Coppa Italia | Coppa Italia | Totale   | Totale | Totale      | Totale     |
| Giocatore       | Presenze | Reti    | Ammonizioni | Espulsioni | Presenze     | Reti         | Ammonizioni  | Espulsioni   | Presenze | Reti   | Ammonizioni | Espulsioni |
| --------------- | -------- | ------- | ----------- | ---------- | ------------ | ------------ | ------------ | ------------ | -------- | ------ | ----------- | ---------- |
| G. Benini       | 18       | 0       | ?           | ?          | 7            | 0            | ?            | ?            | 25       | 0      | ?           | ?          |
| C. Bergodi      | 29       | 0       | ?           | ?          | 6            | 0            | ?            | ?            | 35       | 0      | ?           | ?          |
| P. Berlinghieri | 25       | 2       | ?           | ?          | 6            | 0            | ?            | ?            | 31       | 2      | ?           | ?          |
| A. Camplone     | 28       | 0       | ?           | ?          | 5            | 0            | ?            | ?            | 33       | 0      | ?           | ?          |
| L. Ciarlantini  | 8        | 0       | ?           | ?          | 1            | 0            | ?            | ?            | 9        | 0      | ?           | ?          |
| L. Danese       | 0        | 0       | ?           | ?          | 0            | 0            | ?            | ?            | 0        | 0      | ?           | ?          |
| G. Di Cara      | 16       | 0       | ?           | ?          | 3            | 0            | ?            | ?            | 19       | 0      | ?           | ?          |
| S. Ferretti     | 11       | 0       | ?           | ?          | 5            | 0            | ?            | ?            | 16       | 0      | ?           | ?          |
| R. Galvani      | 0        | 0       | ?           | ?          | 0            | 0            | ?            | ?            | 0        | 0      | ?           | ?          |
| G. Gasperini    | 27       | 7       | ?           | ?          | 6            | 2            | ?            | ?            | 33       | 9      | ?           | ?          |
| G. Gatta        | 14       | -24     | ?           | ?          | 6            | -10          | ?            | ?            | 20       | -34    | ?           | ?          |
| G. Gaudenzi     | 24       | 1       | ?           | ?          | 6            | 2            | ?            | ?            | 30       | 3      | ?           | ?          |
| . Júnior        | 28       | 3       | ?           | ?          | 7            | 4            | ?            | ?            | 35       | 7      | ?           | ?          |
| O. Loseto       | 23       | 0       | ?           | ?          | 6            | 0            | ?            | ?            | 29       | 0      | ?           | ?          |
| F. Mancini      | 11       | 0       | ?           | ?          | 4            | 0            | ?            | ?            | 15       | 0      | ?           | ?          |
| L. Marcello     | 0        | -0      | ?           | ?          | 0            | -0           | ?            | ?            | 0        | -0     | ?           | ?          |
| F. Marchegiani  | 25       | 0       | ?           | ?          | 5            | 0            | ?            | ? +          | 30       | 0      | ?           | 0+         |
| V. Minguzzi     | 0        | -0      | ?           | ?          | 0            | -0           | ?            | ?            | 0        | -0     | ?           | ?          |
| R. Pagano       | 29       | 2       | ?           | ?          | 5            | 0            | ?            | ?            | 34       | 2      | ?           | ?          |
| L. Romano       | 0        | 0       | ?           | ?          | 0            | 0            | ?            | ?            | 0        | 0      | ?           | ?          |
| B. Slišković    | 23       | 8       | ?           | ?          | 7            | 5            | ?            | ?            | 30       | 13     | ?           | ?          |
| N. Zanone       | 4        | 0       | ?           | ?          | 3            | 1            | ?            | ?            | 7        | 1      | ?           | ?          |
| G. Zinetti      | 16       | -20     | ?           | ?          | 1            | -1           | ?            | ?            | 17       | -21    | ?           | ?          |